# Espianto
Un espianto è un tessuto vivo separato dal proprio organo e trasferito in un mezzo artificiale di crescita.
Può essere una porzione del germoglio, delle foglie o di alcune cellule di una pianta, oppure può essere una qualsiasi parte del tessuto di un animale.
In breve, il tessuto è raccolto in maniera asettica, spesso triturato, e i frammenti sono posti in un recipiente di coltura cellulare contenente un mezzo nutritivo. Col tempo, le cellule progenitrici migrano fuori dal tessuto sulla superficie del recipiente. Queste cellule primarie possono poi essere ulteriormente espanse e trasferite in nuovi recipienti.
Tale procedura trova vasta applicazione nel campo delle biotecnologie (soprattutto vegetali) e prende il nome di coltura artificiale dei tessuti.
Un'altra forma di coltura degli espianti è la coltivazione delle stesse parti di tessuto, in cui le cellule sono lasciate nella loro matrice extracellulare circostante per riprodurre in maniera più accurata l'ambiente in vivo, ad es. la coltura di un espianto di cartilagine.